# Renato Quintiliano
Renato Rodrigues Quintiliano Pinto (Osasco, 4 de outubro de 1992) é um enxadrista brasileiro, detentor do título de Grande Mestre de Xadrez (GM).
Foi campeão paulista e brasileiro sub-16 em 2008, tornou-se Mestre FIDE em 2013 e Mestre Internacional em 2015. Conquistou as duas primeiras normas para o título de GM em agosto de 2016, em dois torneios consecutivos na Argentina, e obteve a última norma em fevereiro de 2022, ao vencer o torneio Magistral de Osasco com 7 pontos em 9 disputados, derrotando Julia Alboredo na última rodada e se tornando o 15.º GM brasileiro.

## Títulos conquistados
- 30° Campeonato Brasileiro u16 (2008)
- Circuito LXSBC - Final A (2012)
- 2° Torneio Internacional LXSBC (2013)
- Aberto do Brasil SESC Caiobá (2015)[6]
- Magistral de GM Grafica Yael - Torre Blanca (2016)[7]
- Aberto do Brasil FBX TERRAVIVA 2016 (2016)[8]
- 1° Bahia Chess Open (2016)[9]
- Campeonato Continental Blitz (2016)[10]
- Aberto do Brasil de Curitiba - IEP & Copel Telecom (2017)[11]
- Memorial Magistral Osasco 60 Anos Paulo Sergio de Resende (2022)[12]
- 1° Manaus Chess Open (2022)[13]
- Magistral França Garcia - Osasco (2022)[14]
- Manaus Super Blitz (2022)[15]
- II Manaus Chess Open (2023)[16]
- Magistral Osasco 2024 - Memorial Toshinobu Tasoko (2024)[17]
- VIII Torneio Internacional SESC Caiobá 2024[18]
- Campeonato Brasileiro de Rápidas 2024[19]
- III Abierto Internacional de FAOGBA 2025[20]